# Arthur Longmore
Sir Arthur Murray Longmore (Manly, Austrália, 8 de outubro de 1885 - 10 de dezembro de 1970, Surrey, Reino Unido) foi um aviador naval que chegou à patente de general na Força Aérea Real. Entre 1940 e 1941 foi comandante-em-chefe do Comando da Força Aérea Real no Médio Oriente.